# Albert Dupuis

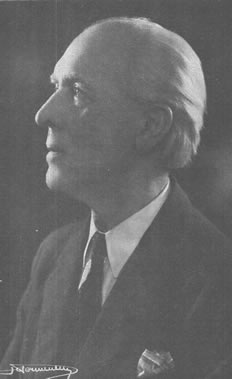
Albert Dupuis in den 1950er Jahren

Albert Dupuis (* 1. März 1877 in Verviers; † 19. September 1967 in Brüssel) war ein belgischer Komponist.

## Leben
Als Sohn eines Musiklehrers hatte Albert Dupuis früh Zugang zur musikalischen Bildung. Bereits im Alter von acht Jahren nahm er Unterrichtsstunden Konservatorium seiner Heimatstadt Verviers und lernte dort das Spiel von Violine, Klavier und Flöte. Nach dem Tod seiner Eltern, im Alter von 15 Jahren, arbeitete er als Repetitor für Verviers Grand-Théâtre und führte daneben sein Studium weiter, insbesondere bei François Duyzings in Harmonielehre. Er war ein ausgezeichneter Schüler und brachte als 18-Jähriger seine erste Opéra comique auf die Bühne.
1897 wurde Vincent d’Indy auf ihn aufmerksam und ließ ihn für eine Tätigkeit an der Schola Cantorum nach Paris kommen, wo er als Repetitor des Chors von St-Eustache de Paris wirkte. 1900 kehrte er zwecks Heirat nach Verviers zurück. 1903 gewann er mit seiner Kantate La Chanson d’Halewyn den belgischen Premier Grand Prix de Rome (nicht mit dem französischen Prix de Rome zu verwechseln), und am 5. März desselben Jahres wurde seine Oper Jean-Michel im Théâtre de La Monnaie uraufgeführt.
1905 wurde Dupuis für die Stelle des Dirigenten des Theaters von Gent nominiert. Er nahm diese an, blieb aber nur für eine Saison, denn bereits 1906 gab er diese Tätigkeit zu Gunsten der Komposition wieder auf. 1907 bot ihm der Stadtrat von Verviers die Stelle des Direktors des örtlichen Konservatoriums an. Dort blieb er schließlich bis zu seiner Rente im Jahr 1947. Zu seinen Lebzeiten feierte er mit seinen Werken große Erfolge in Brüssel und den größeren Städten Belgiens (besonders in Flandern) und in Frankreich, besonders mit seiner Oper La Passion, die über 150 Mal in der Brüsseler Oper La Monnaie gespielt und von Dupuis selbst dirigiert wurde. Seine Musik wurde auch von mehreren anderen Komponisten und Dirigenten geschätzt und gespielt, zum Beispiel von Eugène Ysaÿe, der Dupuis’ Werke in den Vereinigten Staaten bekannt machte. Der Meister dankte Ysaÿe für seine Wertschätzung mit der Widmung mehrerer Werke.
Zwei seiner Töchter folgten seinem Weg in die Musik, Gislène als Cellistin und Irène als Geigerin. Sein Enkel Philippe-Louis Dupuis (* 1958) ist Pianist und Organist, Sänger, Trompeter und ein erfolgreicher Komponist, der zahlreiche Kompositionen in verschiedenen Bereichen schuf, darunter 7 Klavierkonzerte.

## Charakteristische Merkmale seiner Musik
Geprägt durch seinen Meister Vincent d’Indy gehört er der Schule von César Franck an. Stilistisch orientiert er sich allerdings näher an Gabriel Fauré; seine Musik kann als impressionistisch charakterisiert werden. Er war vor allem Opernkomponist (15 Werke dieser Gattung liegen vor), und alle seine Werke sind sehr lyrisch geprägt.

## Werke (Auswahl)

### Bühnen- und Vokalwerke
- 15 Opern, darunter:
  - Idylle, 1896
  - Bilitis, 1899
  - Jean-Michel, 1900 (Breitkopf & Härtel, Leipzig)
  - Martille, 1906
  - Fidélaine, 1908–1909 (Breitkopf & Härtel, Leipzig)
  - La Grande Bretèche, 1911–1912  (nach Balzac) (Durand-Salabert-Eschig, Paris)
  - La Passion, 1912–1914 (Chouden, Paris)
  - Het Lied von Heer Halewijn, 1914
  - La Delivrance 1921
  - La Victoire, 1923
  - Captivite de Babylone
- fünf Oratorien
- fünf Kantaten, u. a.:
  - La Chanson d’Halewyn[2], 1903 (Durand-Salabert-Eschig, Paris)
- etwa 30 Mélodies (Lieder für Singstimme und Klavier), darunter:
  - Sammlung von 12 Mélodies (Schott, Brüssel und Katto, Brüssel)

außerdem
- acht Ballette
- 15 Werke fûr Singstimme und Orchester
- 20 Chorwerke

### Orchesterwerke
- etwa 30 Orchesterwerke, darunter:
  - zwei Sinfonien
  - vier sinfonische Dichtungen
- vier Kompositionen für Cello und Orchester, darunter:
  - Concerto pour violoncelle (handgeschrieben)
  - Légende, 1909
- sechs Werke für Klavier und Orchester, darunter:
  - Concerto pour piano
- neun Werke für Geige und Orchester, darunter:
  - Concerto pour violon
  - Fantaisie rhapsodique, 1906 (Schott, Brüssel)

### Kammermusik
- etwa 20 Stücke für Klavier, darunter:
  - Suite champêtre (Cranz, Bruxelles)
  - Pièces paradoxales, 1923 (Bayard-Nizet, Stavelot)
- zwei Trios für Geige, Viola und Klavier
- zwei Streichquartette
- Werke für Klavier und Geige, darunter:
  - Sonate pour violon et piano, 1922 (Senart, Paris)
- elf Stücke für Viola und Klavier